# Cirrochroa alleni
Cirrochroa alleni är en fjärilsart som beskrevs av Dudley Moulton 1915. Cirrochroa alleni ingår i släktet Cirrochroa och familjen praktfjärilar. Inga underarter finns listade i Catalogue of Life.